# تالابی قشلاق
تالابی قشلاق (به لاتین: Talabıqışlaq) یک منطقه مسکونی در جمهوری آذربایجان است که در شهرستان قوبا واقع شده‌است. تالابی قشلاق ۱۷۹۷ نفر جمعیت دارد.